# Voivodato de Smolensk
El voivodato de Smolensk (en latín: Palatinatus smolencensis, en bielorruso: Смале́нскае ваяво́дзтва, en polaco: Województwo smoleńskie, en lituano: Smolensko vaivadija) fue una división administrativa y gobierno local en el Gran Ducado de Lituania y más tarde en la Mancomunidad de Polonia-Lituania.
El territorio de Smolensk formaba parte del Gran Ducado de Lituania desde 1404, pero el voivodato no se estableció hasta 1508. Solo seis años después, en 1514, el Gran Ducado de Moscú lo perdió durante las guerras moscovito-lituanas. El voivodato fue recuperado por la Mancomunidad en 1611 durante la guerra polaco-rusa (1605-1618) y se perdió nuevamente en 1654 durante la guerra ruso-polaca (1654-1667). Incluso cuando el territorio estaba bajo control ruso, Polonia y Lituania lo reclamaron como voivodato titular. La capital del voivodato, y la sede de su gobernador (vaivoda), estaba en Smolensk. Se subdividió en dos powiats: Smolensk y Starodub.
Zygmunt Gloger en su monumental libro "Geografía histórica de las tierras de la Antigua Polonia" ofrece esta descripción del voivodato de Smolensk:
“En el siglo IX, Smolensk era el centro principal de los krivichs. En el siglo XI, se convirtió en la capital de un ducado separado, el principado de Smolensk, que en el siglo XIV fue conquistado por el Gran Ducado de Lituania. En 1404, se convirtió en parte permanente de Lituania y, más tarde, el principado se convirtió en voivodato. En 1514, Smolensk fue capturada por Moscovia, lo que fue confirmado por un tratado de 1522. Durante los siguientes 89 años, Smolensk perteneció a Moscovia. Fue recuperado por el rey Segismundo III de Polonia en 1611, pero el voivodato de Smolensk como parte de la Mancomunidad existió solo durante 56 años. En 1654 fue reconquistada por los rusos, lo que fue confirmado por el tratado de Andrusovo en 1667.
El voivodato de Smolensk tenía tres senadores: el obispo, el voivoda y el castellano de Smolensk. Estaba dividida en dos condados: los de Smolensk y Starodub. Después de su anexión por el Imperio ruso, continuó existiendo como un voivodato ficticio, con sejmiks teniendo lugar en una iglesia Bernardina en Vilna. Además, se mantuvo en uso el título ficticio de obispo de Smolensk. Los últimos obispos antes de las particiones de Polonia fueron Adam Naruszewicz y Tymoteusz Gorzeński.